# Сивицький Павло Михайлович
Сивицький Павло Михайлович (25 січня 1852 — 1921) — український лісівник, котрий перетоврив Старобердянське лісництво на один из найбільших у Російській імперії центрів степового лесівництва, автор наукових праць, винаходів, пропагандист степнового садівництва й охорони природи.
Народився у небагатій польській сім'ї. Закінчив Московську лісову академію..
У 1874 році був призначений головним лісником Бердянського зразкового лісництва. Занедбане лісництво, що займало площу 40 га, він розширив його майже до тисячі гектарів. При посадці дерев одночасно вивчав їх пристосованість до умов степу та догляд за ними. У цьому лісництві на практиці перевірялися напрацювання В. В. Докучаєва та С. П. Костичева по створення лісосмуг. За чотири десятки років лісництво невпізнанно змінилося. Сформувався ліс, закладені сад, город, пасіка. Вирощувалися баштанові культури, тютюн, розводився тутовий шовкопряд. Лісництво вирощувало посадовий матеріал для інших лісів, населенню продавалися саджанці плодових рослин, що сприяло розвитку садівництва..
У 1899 році заклав Алтагирський лісовий масив.
Крім вивчення умов вирощування дерев, Сивицький займався покращенням лісничих інструментів — саджальних лопат, плугів, борін. Ці удосконалення викликали зацікавленість у багатьох. Свої винаходи, колекції зразків дерев та кущів лісництва постійно виставляв у Харкові, Катеринославі, Нижньому Новгороді, Петрограді. А у 1900 році на всесвітній виставці в Парижі був удостоєний іменної великої бронзової медалі. Також він отримав 7 нагород (золоті та срібні медалі, дипломи та ін.).
При лісництві здійснювалася підготовки працівників лісу. Щороку Сивицький для безкоштовного навчання набирав хлопчиків
14-16 років. Через декілька років вони могли самостійно працювали або вступали до навчальних закладів. Лісництво було базою для проходження практики студентів. Серед них був вчений-лісознавець, майбутній академік Г. М. Висоцький. На власні кошти Сивицький створив музей лісництва.
Спроби Сивицького вплинути на самовільні масові вирубки лісу, грабіжництво, часті пожежі в лісництві, що розпочалися у 1917 році були марними. Тому він у 1920 залишив лісництво і перебрався до Мелітополя.
Помер у 1921 році в Мелітополі і був похований на католицькому цвинтарі, котре не збереглося.

## Пам'ять
На честь Сивицького названа вулиця в Мелитополі.